# My Kantele
My Kantele è un EP della band finnica Amorphis distribuito nel 1997, contenente la versione acustica di My Kantele già presente in Elegy e altri 4 brani, 2 cover e 2 inediti.

## Tracce
1. My Kantele (acoustic reprise) - 5:55
2. The Brother Slayer - 3:37
3. The Lost Son (The Brother Slayer pt.2) - 4:35
4. Levitation (Hawkwind cover) - 5:52
5. And I hear You Call (Kingston Wall cover) - 4:40

## Formazione
- Pasi Koskinen - voce
- Esa Holopainen - chitarra acustica ed elettrica
- Tomi Koivusaari - chitarra acustica, elettrica e growls
- Olli-Pekka Lainen - basso
- Pekka Kasari - batteria
- Kim Rantala - tastiere